# Прелюдія до-дієз мінор (Рахманінов)

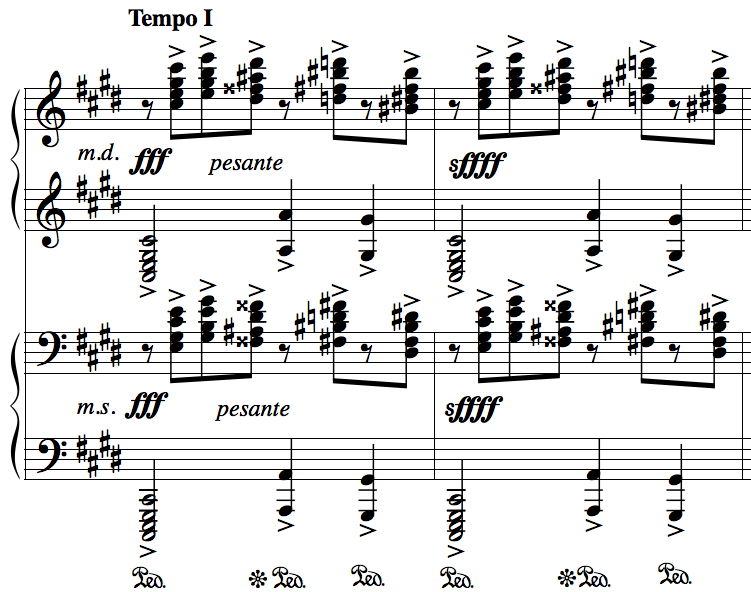
Масивна тема займає чотири нотоносці в другому епізоді А. Ноти верхніх двох нотоносців граються правою рукою, нижніх двох — лівою.

Прелюдія до-дієз мінор (рос. Прелюдия до-диез минор), op.3, No. 2 — один із найзнаменитіших творів Сергія Рахманінова. Це прелюдія в складній тричастинній формі (АБА) для фортепіано в тональності до-дієз мінор, довжиною 62 такти, частина циклу з п'яти п'єс «П'єси-фантазії» (фр. Morceaux de fantaisie).
Твір уперше був виконаний композитором 26 вересня 1892 року на фестивалі «Московська електрична виставка». Після цієї прем'єри, у рецензії концерту виділили прелюдію, зауважуючи, що вона «викликала захоплення». Із цього моменту її популярність зросла.
Рахманінов пізніше опублікував ще 23 прелюдії (op. 23 й op. 32) для завершення циклу з 24 прелюдій, що охоплюють усі мажорні й мінорні тональності, наслідуючи передуючі їм цикли Баха, Шопена, Алькана, Скрябіна та інших.

## Витоки
Цей твір був одним із перших, які 19-річний Рахманінов написав як «вільний митець» після випуску з Московської консерваторії 29 травня 1892 року. Він уперше грав цей новий твір на одному з концертів Першої московської електричної виставки 26 вересня 1892 року. П'єса була опублікована наступного року другою з п'яти «П'єс-фантазій» (op. 3), які всі присвячені Антону Аренському, його викладачу гармонії в консерваторії. Через те, що в той час Росія не була учасником Бернської конвенції 1886 року, російські видавці не платили відрахування, так що єдиний фінансовий дохід, який Рахманінов коли-небудь отримував за цю п'єсу, був 40 рублів (майже двомісячна зарплата робітника заводу) авторського гонорару.

## Композиція
Прелюдія складається з трьох головних частин і коди:
- П'єса починається мотивом із трьох нот на фортисимо, який показує похмуру тональність до-дієз мінор, яка переважає у творі. Каденційний мотив увесь час повторюється. У третьому рядку гучність змінюється на піано піанісимо для експозиції теми.
- Друга частина рухома й позначена як Agitato (схвильовано), починається з дуже хроматичних тріолей. Це запально будується у з'єднані акордові тріолі, які переходять в інтенсивну репризу головної теми, цього разу на чотирьох нотоносцях задля вміщення всього об'єму нот. Деякі акорди в епізоді відмічені чотирикратним сфорцандо.
- П'єса завершується короткою семитактовою кодою, що закінчується тихо.

## Прийняття
Прелюдія стала одним із найбільш відомих творів Рахманінова. Його двоюрідний брат Олександр Зілоті відіграв визначальну роль у забезпеченні успіху прелюдії на Заході. Восени 1898 року він гастролював Західною Європою та США з програмою, яка містила прелюдію. Невдовзі лондонські видавці випустили декілька видань із такими назвами, як «Горіння Москви», «Судний день» та «Московський вальс». В Америці наслідували приклад з іншими назвами, такими як «Московські дзвони». Твір був настільки популярним, що його називали просто «Прелюдія» й аудиторія могла вимагати п'єсу на біс під час його виступів, викрикуючи: «До-дієз!»
Рахманінов зробив електроакустичний запис п'єси на піанолі Welte-Mignon і на фортепіанних котушках Ampico.

## У масовій культурі
- Прелюдія стала основою для твору «Russian Rag» Джорджа Кобба, написаного в 1918 році.
- У комедії 1937 року «День на скачках» із братами Маркс у головних ролях Гарпо грає прелюдію так енергійно, що рояль ламається. Він витягає арфу з уламків і починає грати на ній.
- Прелюдія є важливим елементом сюжету роману Найо Марш «Увертюра до смерті» із серії «Родерік Аллейн», написаного в 1939 році.
- В альбомі «Mingus at the Bohemia» (1955), Чарльз Мінгус записав «All The Things You C♯» — мікс із пісні «All the Things You Are» та прелюдії.
- Пол Ревір Дік, лідер групи Paul Revere & the Raiders, поклав в основу першого чарт-синглу своєї команди, інструментального «Like, Long Hair» (1961), цю прелюдію.
- У 1970 році нідерландська рок/джаз група Ekseption записала пісню «On Sunday They Will Kill The World», основою якої є прелюдія. Пізніше готик/дум-метал група Draconian записала кавер-версію цієї пісні.
- Науково-фантастичний роман Дена Сіммонса «Гіперіон» (1989) розпочинається з того, що один із головних героїв грає прелюдію.
- У фільмі «Уїкенд у Берні» (1989) використано (уривчасте) відтворення прелюдії через стереосистему для випадкової звукової доріжки.
- У 1994 році стала музичною темою action strategy гри Dark Legions.
- У телесеріалі «Артур» (1996) головний герой Артур обманув свого вчителя музики, сказавши, що може грати прелюдію із зав'язаними очима. Коли вчитель попросив зіграти твір, він відповів, що не може без пов'язки.
- Перша частина твору повторюється протягом пісні «Trife Thieves» із альбому «Attack of the Weirdos» (1997) репера Bizarre за участі Eminem й одного із засновників D12 Fuzz Scoota.
- Група Beastie Boys зробила семпл прелюдії в пісні «Intergalactic» (1998).
- Третій і четвертий такти використані в пісні «Face the Flames» з альбому «The Antidote» (1998) групи The Wiseguys.
- У 2000 році популярна ритм-енд-блюз група En Vogue зробила семпл п'єси у своєму записі «Love Won't Take Me Out» з альбому «Masterpiece Theatre».
- У 2001 році група Muse використала п'єсу як вступ до пісні «Screenager» на другому CD-диску ("Hullabaloo: Live at Le Zenith, Paris) альбому «Hullabaloo».
- Французька блек-метал група Anorexia Nervosa включила запис прелюдії (названий «Hail Tyranny») в альбом «New Obscurantis Order» (2001).
- У фільмі «Шість демонів Емілі Роуз» (2005) Емілі грає початок прелюдії.
- У пісні дуету Blackalicious «The Rise and Fall of Elliot Brown» (2005) ця прелюдія присутня протягом усієї пісні.
- Прелюдія утворює мелодію пісні «Kill Me First» з хіп-хоп альбому «1988» (2005) репера/продюсера Blueprint.
- Бен Лайнус (Майкл Емерсон) грає прелюдію в епізоді «Вигляд прийдешнього» (2008) з четвертого сезону телесеріалу «Загублені».
- Мао Асада каталася під цю п'єсу у своїй довгій на Олімпійських іграх 2010 року у Ванкувері, виграла срібну медаль.
- Канадська прогресивна метал група Protest the Hero записала пісню у свій третій альбом «Scurrilous» (2011), названу «Sex Tapes», яка має мелодії на основі прелюдії.
- Едді Морра (Бредлі Купер) грає частину цієї п'єси в фільмі «Області темряви» (2011).
- У 2011 році Йон Шмідт широко аранжував музику для фортепіано, барабанів, гітари та бас-гітари. Шмідт записав відео своєї роботи, назване «Rock Meets Rachmaninoff» й «Inspired by Rachmaninoff's Prelude in C# minor», з групою The Piano Guys і розмістив на YouTube.
- У 2014 році оркестр BBC Philarmonic виконав п'єсу в обробці Фіони Брайс як прелюдію до пісні «Pale Green Ghosts» Джона Ґранта. Це аранжування також грав оркестр Royal Northern Sinfonia в серії виступів наживо у Великій Британії в листопаді того ж року.
- П'єса Дейва Меллоя «Preludes» (2015) показує монолог, написаний до прелюдії, у якому Рахманінов описує вплив раптової слави п'єси на нього і свою подальшу відразу до неї.